# 범죄 지도

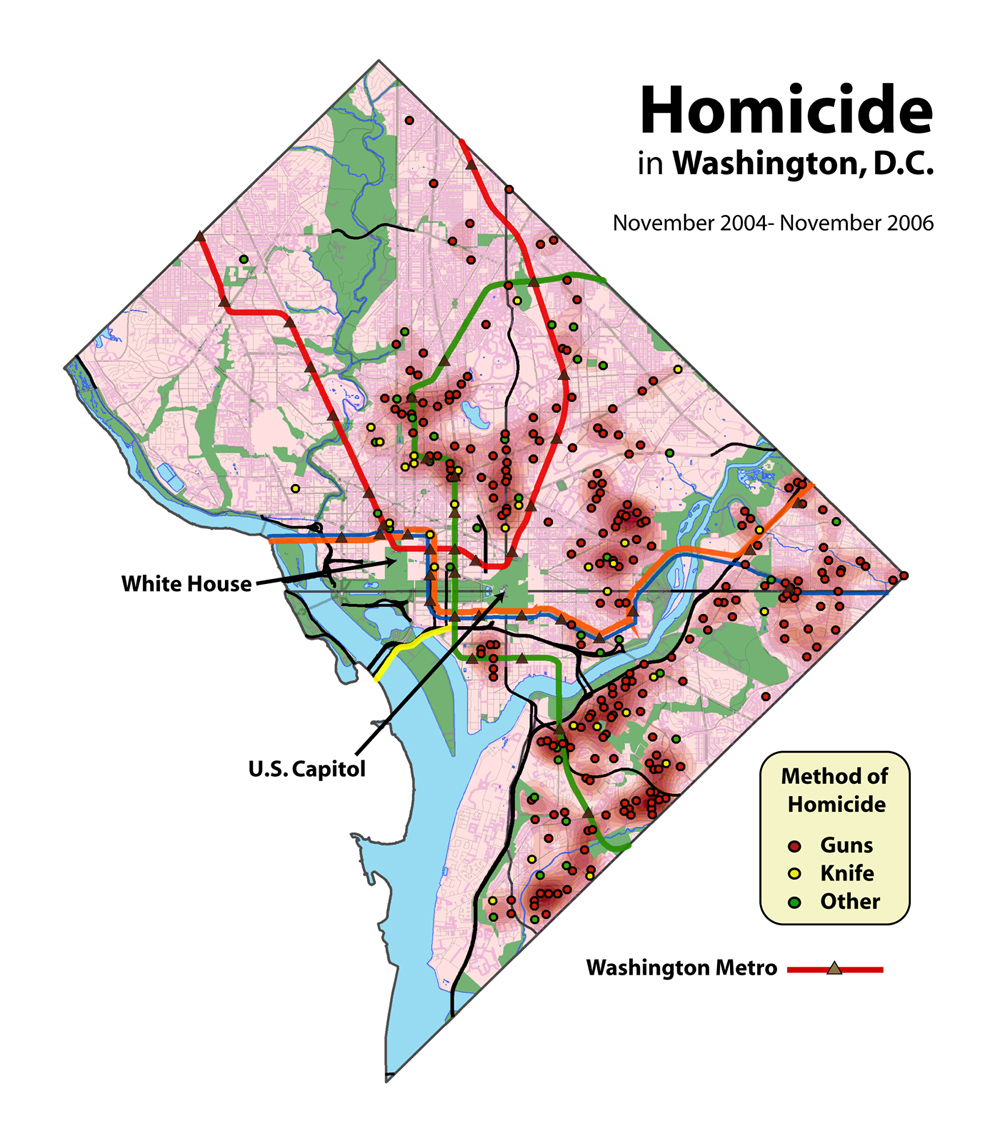
워싱턴 D.C.의 살인 지도

범죄 지도, 범행 지도 또는 크라임 매핑(crime mapping)은 법집행기관의 분석가가 범죄 사건 패턴을 매핑, 시각화 및 분석하는 데 사용된다. 이는 범죄 분석 및 CompStat 치안 전략의 핵심 구성 요소이다. 지리 정보 시스템(GIS)을 사용한 범죄 지도를 통해 범죄 분석가는 범죄의 주요 지점과 기타 추세 및 패턴을 식별할 수 있다.

## 개요
범죄 분석가는 GIS를 사용하여 인구 통계, 전당포 위치, 학교 등과 같은 다른 데이터 세트를 오버레이하여 범죄의 근본 원인을 더 잘 이해하고 법 집행 관리자가 문제를 처리하기 위한 전략을 고안하는 데 도움을 줄 수 있다. GIS는 경찰 배치, 긴급 출동 등 법 집행 업무에도 유용하다.
범죄자의 공간적 행동을 설명하는 데 도움이 되는 기본 이론에는 패트리샤와 폴 브랜팅햄이 1980년대에 고안한 환경 범죄학, 로렌스 코헨과 마커스 펠슨이 개발하여 1979년에 처음 출판된 일상 활동 이론, 로널드 V. 클락, 데렉 코니시가 개발한 합리적 선택 이론이 있다. 최근 몇 년 동안 범죄 지도 및 분석에는 통계적 엄격성을 추가하고 공간 자기 상관 및 공간 이질성을 포함하여 공간 데이터의 고유한 한계를 해결하는 공간 데이터 분석 기술이 통합되었다. 공간 데이터 분석은 범죄 데이터를 분석하고 범죄가 발생하는 장소뿐만 아니라 원인을 더 잘 이해하는 데 도움이 된다.